# Landwehrkanal

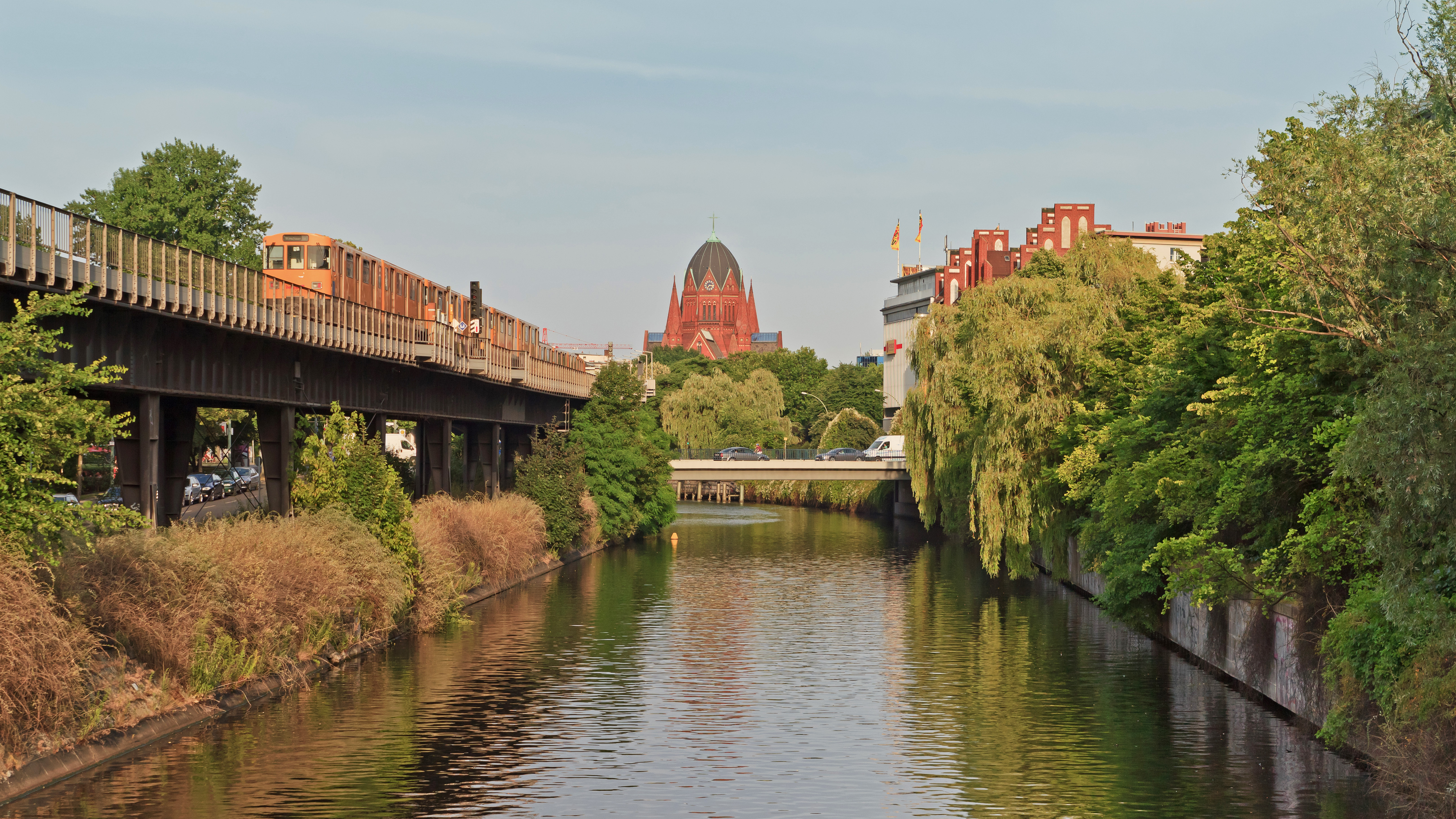
Landwehrkanal w dzielnicy Kreuzberg

Landwehrkanal – jeden z kanałów w berlińskiej sieci dróg wodnych, przepływa przez dzielnice Charlottenburg, Tiergarten i w większości przez Kreuzberg; łączy górną i dolną Sprewę. Wybudowany w latach 1845-1850 według projektu pruskiego architekta, Petera J. Lennégo, liczy łącznie 10,7 km długości.

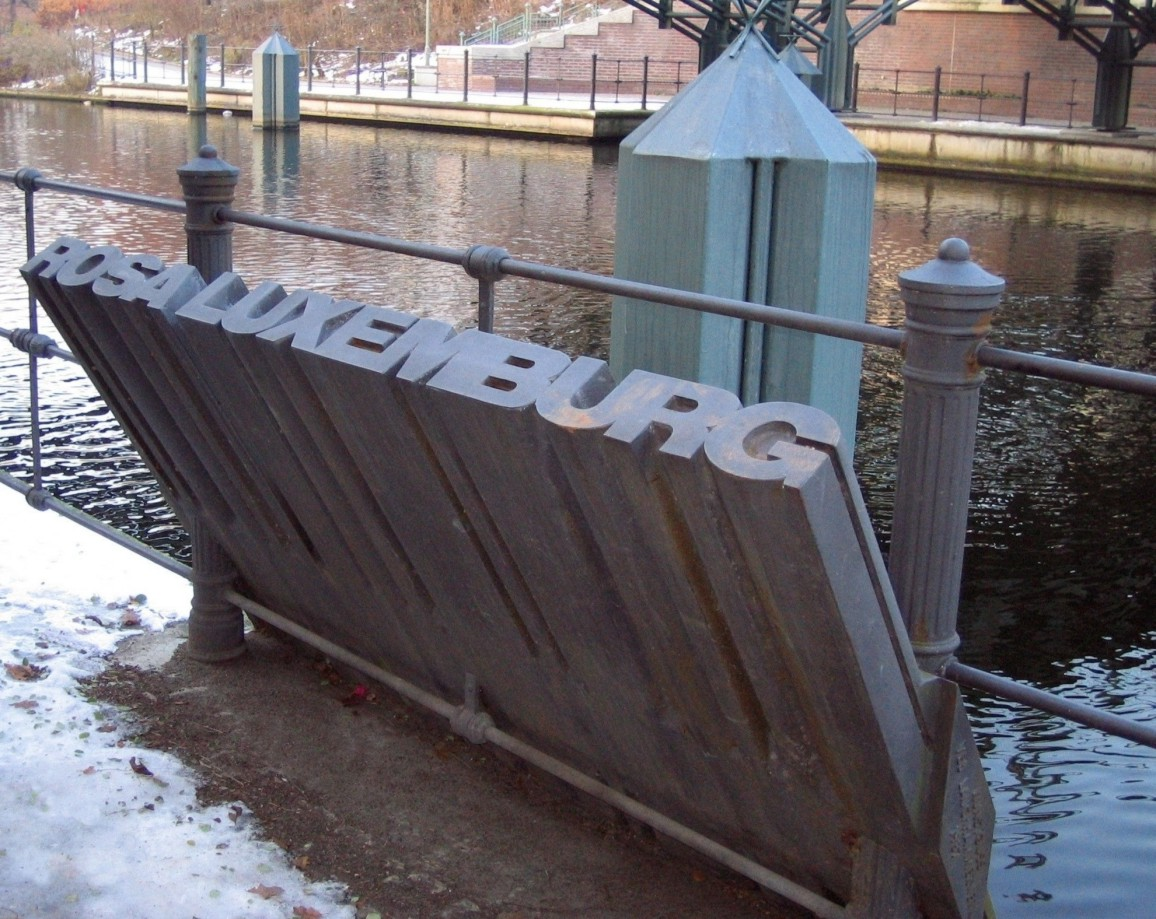
Pomnik Róży Luksemburg nad Landwehrkanal

W styczniu 1919 r. do kanału tego wrzucono ciało zastrzelonej przez żołnierzy Freikorpsu Róży Luksemburg; jej zwłoki wydobyto dopiero po pięciu miesiącach. Wydarzenie to upamiętnia pomnik poświęcony zamordowanej.